# Partenopeu
Partenopeu (en grec Παρθενοπαῖоς, Parthenopaios), d'acord amb la mitologia grega, fou un heroi, fill d'Hipòmenes (o, segons altres, de Melèagre) i d'Atalanta.
Abandonat en néixer, fou recollit i educat per Còrit, rei de Tegea.
Es casà amb Clímene i tingué un fill, Pròmac, que va participar en l'expedició dels Epígons.
D'una gran bellesa i coratge, va prendre part en la Guerra dels set Cabdills contra Tebes, a pesar dels consells de la seva mare Atalanta, que li preveia una mort violenta. En els Jocs fundats a Nèmea en honor d'Ofeltes, va aconseguir la victòria en el tir a l'arc. Va morir davant de Tebes a mans de Periclimen, segons la versió més divulgada, o segons d'altres, per Asfòdic, o també per Amfídicos. Estaci segueix una tradició que diu que va ser Driant, el net d'Orió qui va ferir de mort Partenopeu.